# Трусилово
Трусилово — село в Шумихинском районе Курганской области. Административный центр Трусиловского сельсовета.

## География
Расположено посредине между Курганом и Челябинском (в 125 км от этих городов), в 6 км к юго-востоку от Шумихи. На юге села находятся озёра Банниково и Чирухино, на северо-западе недалеко от села находится озеро Шумиха.
Единственная автодорога связывает село с городом Шумиха (выход к автодорогам на Курган, Челябинск, Целинное, Шадринск). Ближайшая ж.-д. станция находится в Шумихе (на линии Челябинск — Курган).

## История
До 1917 года входило в состав Птиченской волости Челябинского уезда Оренбургской губернии. По данным на 1926 год деревня Трусилова состояла из 165 хозяйств. В административном отношении входила в состав Шумихинского сельсовета Шумихинского района Челябинского округа Уральской области.

## Население
| 1989 | 2002 | 2010 |
| ---- | ---- | ---- |
| 545  | ↘472 | ↘358 |

По данным переписи 1926 года в деревне проживало 838 человек (365 мужчин и 473 женщины), в том числе: русские составляли 100 % населения.